# 전농중학교
전농중학교(典農中學校)는 대한민국 서울특별시 동대문구 전농동에 있는 공립 중학교이다.

## 학교 연혁
- 1967년 10월 27일 : 서울 농대 병설 중학교 인가(각 학년 8학급, 계 24학급)
- 1967년 12월 3일 : 68학년도 제1학년(8학급) 모집
- 1968년 2월 15일 : 초대 교장 허구 선생 취임
- 1968년 3월 9일 : 개교 및 입학식(청량중학교에서)
- 1968년 8월 27일 : 현 위치 신축 교사로 이전
- 1970년 3월 3일 : 본교 교가 제정(작사 이환, 작곡 김동진)
- 1971년 1월 23일 : 제1회 졸업식 거행(458명)
- 1973년 4월 17일 : 전농중학교로 교명 변경
- 2021년 9월 1일 : 제17대 박용관 교장 부임
- 2023년 1월 4일 : 제53회 졸업식(7학급 169명, 총 졸업생 수 31,216명)
- 2023년 3월 2일 : 제56회 입학식(6학급 138명)

## 참고 자료
- 전농중학교 - 한국교육학술정보원 학교알리미